# Distrito Mara
El Distrito Mara era la entidad territorial del estado Zulia (Venezuela) que precedió al municipio Mara. Ubicado en la Guajira, recibió el nombre del legendario cacique Mara.

## Ubicación
Limita al norte con el distrito Páez, al sur con el distrito Maracaibo, al este con el Golfo de Venezuela y al oeste con la República de Colombia.

## Etimología
El distrito toma su nombre del controvertido mito acerca del Cacique Mara. Según varios relatos el cacique Mara sería un joven y aguerrido cacique de grandes extensiones de territorio entre el lago de Maracaibo y el río Magdalena, y habría ofrecido resistencia a las tropas europeas de Ambrosio Alfinger desde una de las islas del lago (Isla de Providencia). Según esta versión de la historia, Mara habría caído en combate en el lugar donde después se fundaría la ciudad de Maracaibo.
Varios historiadores ponen en duda la veracidad de esta historia por la escasez de registros y documentos históricos que la avalen, sin embargo es posible que algunas partes de este relato hayan sido tomados de la crónica publicada en 1579 por Rodrigo de Argüelles y Gaspar de Párraga. Pero la falta de pruebas no han impedido que se haya difundido ampliamente, hasta el punto de haberse oficializado como un emblema de la resistencia indígena en la región.

## Historia

### Creación del distrito Mara
A través de la Ley de División Territorial del Estado Falcón, sancionada por la legislatura el 12 de enero de 1887, fue creado el distrito Mara y mandado a organizar al Ejecutivo de la sección Zulia. En la referida ley se deja constancia según los siguientes artículos: El art. 6º dividió la Sección Zulia en 8 Distritos entre los cuales se contaba el Dto “Mara” “compuesto de los Municipios San Rafael como su cabecera, y Ricaurte que lo conformarían los caseríos Santa Cruz, Las Cruces y Gonzalo Antonio. En el art. 8º inmediatamente después de establecidos los límites del Dto Maracaibo dice: “Se exceptúa de lo comprendido en el párrafo anterior referente al límite Norte del Distrito Maracaibo, el territorio correspondiente al extinguido Municipio San Rafael erigido hoy en Distrito por resolución de esta legislatura y mandado á organizar al Ejecutivo de la Sección Zulia”. Y finalmente el art. 9º dice así: “Las islas de San Carlos, Bajo Seco, Zapara, Pájaros y de Toas pertenecen al Municipio San Rafael” del distrito Mara.

### Organización para erigir el distrito
En cumplimiento a lo dispuesto por la legislatura, el gobernador de la sección Zulia, Doctor Gregorio Fidel Méndez, procedió a la organización del nuevo distrito y por decreto fechado el 3 de febrero de 1887, designó como miembros de su concejo municipal a los ciudadanos: Sixto de Vicente, Martín  Antonio Ríos, Manuel Díaz, Felipe José Fuenmayor, Isaías Molero, José del Carmen Díaz y José Antonio Fuenmayor como miembros principales; y a Elías Romero, Aurelio Añez, Rafael Bermúdez, José Miguel Hernández, Victoriano Añez, Andrés Granadillo y Pedro Pineda como miembros Suplentes.

De igual forma fijó el día 6 de dicho mes para su instalación, acto por el cual también se declararía constituido el distrito Mara y procedería a su organización interior conforme a las leyes.

### Instalación y constitución del distrito
Por causas indeterminadas, aquel primer Concejo Municipal del Distrito Mara no pudo instalarse el día 06 de febrero como lo establecía el decreto ejecutivo, sino a las 7 PM del 07 de febrero de 1887, en el salón de sesiones de la “casa Municipal” en la localidad de San Rafael, en presencia del Secretario General de la Sección, don Octavio Hernández, resultando electos los ciudadanos Sixto de Vicente como presidente, Felipe José Fuenmayor como primer vicepresidente, Isaías Molero como segundo vicepresidente, José del Carmen Díaz como síndico procurador y el bachiller Rafael Osorio Petit como secretario; siendo también electo Martín Antonio Ríos como Jefe Civil del distrito. Se declaró instalado y con ello constituido el Distrito Mara, tal y como lo participa en su oficio Nº 1 su presidente, Sixto de Vicente.

De esta forma San Rafael, volvió a convertirse en centro político y administrativo, aunque su influencia se verá limitará a su propia comarca por no ser incluido en su jurisdicción el municipio Sinamaica, el que permanecerá bajo la administración del distrito Maracaibo debido a la férrea oposición que los habitantes de Sinamaica presentaron ante las tentativas anexionistas gestadas por la dirigencia política asentada en San Rafael.

### Error en fecha de celebración desde la municipalidad
Desde el año 1966, el Concejo Municipal del Distrito Mara estableció como fecha de su fundación la que corresponde a la creación del Distrito “Pulgar, entidad político-administrativa creada por decreto del presidente del estado Zulia, Gral. Venancio Pulgar, de fecha 27 de diciembre de 1872, la que agrupó a los municipios Sinamaica, San Carlos y San Rafael.

En su obra “Historia del Municipio Mara”, Jesús Alberto Villalobos Bermúdez (el mismo presidente del Concejo que promovió el acuerdo que en 1966 instituyó esta fecha como la de fundación del Distrito Mara, que después fue cronista oficial, y cuya obra es la VERSIÓN QUE SUSTENTA LA POSICIÓN OFICIAL SOSTENIDA HASTA EL PRESENTE, argumenta que el Concejo Municipal del Distrito “San Rafael”, presidido por José Antonio Añez, desacató el decreto que eliminaba el Distrito “San Rafael” e inhabilitaba al Cabildo. De hecho, señala que los concejales de la época “se dan por no enterados” y continúan ejerciendo sus funciones aunque no ajustados a derecho. Estas aseveraciones tienen como propósito implícito el establecer una supuesta continuidad administrativa, utilizando como justificación la ficción de la defensa del fuero autonómico, continuidad administrativa que además, éste autor pretende extender hasta el 07 de junio de 1890 cuando señala que por decreto del entonces Presidente Provisional del Zulia, Gral. Ramón Ayala, se restituyó la categoría de Distrito y con ello la autonomía despojada por el decreto legislativo de 1884, todo ello con el fin de afirmar que el Distrito Mara surgió a partir del Distrito Pulgar.
Los señalamientos del autor del libro “Historia del Municipio Mara” carecen de fundamentos documentales porque:
A) el Concejo Municipal del Distrito “San Rafael” si acató el decreto de la legislatura de fecha 26 de diciembre de 1884, y al término de algunas tareas pendientes y en sesión extraordinaria celebrada en la “Casa Municipal”, de fecha 1° de abril de 1885 se declaró cesante en sus funciones, tal y como consta en los último folios de su libro de actas correspondientes a ese año; el mismo día, y al término de la sesión en que ese Concejo Municipal se declaró cesante se instaló la Junta Comunal del Municipio San Rafael del distrito Maracaibo, órgano de la administración pública local designado y dependiente del Concejo Municipal del Distrito Maracaibo, cuyo funcionamiento se extendió desde el 1° de abril de 1885 hasta el 1° de enero de 1887.

B) porque el Distrito Mara no fue creado por decreto del 07 de junio de 1890, pues este ya existía, y las comunicaciones que dieron origen a ese decreto por parte del Gral. Ramón Ayala tuvieron motivaciones, remitentes y edictos diferentes a los que refiere Jesús A. Villalobos Bermúdez en su libro, incluso, uno de ellos, en vez de aparecer como suscrito por los vecinos del “Distrito Mara”, tal y como aparece en su original conservado en el Archivo Histórico del Zulia, en el año 1890, tomo VI, L. 4, aparece en su libro como suscrito por los vecinos “Del Municipio San Rafael” del distrito Maracaibo, alteración documental con el que se intenta ocultar intencionalmente que ya para el año 1890 el Distrito Mara existía.

### Aclaratoria de la confusión
El Distrito Mara, no surgió del Distrito Pulgar, este fue creado a partir del Municipio San Rafael del Distrito Maracaibo por resolución de la legislatura del estado Falcón Zulia, y constituido como tal conjuntamente con la instalación de su cabildo la noche del 07 de febrero de 1887.

El Distrito “Pulgar”, fue una entidad anterior, que después de experimentar una serie de cambios de denominación y reordenamientos políticos-territoriales, fue disuelto y los municipios que lo integraban (San Rafael y Sinamaica) incorporados al Distrito Maracaibo. Por esta razón el día 27 de diciembre, el pueblo marense no debe conmemorar la fundación del municipio Mara o día de la municipalidad, ya que esta corresponde a una entidad anterior a ella; la fecha que este municipio debe adoptar para dicha conmemoración debe ser, el 07 de febrero, tomando como referente el acto de instalación y constitución del Distrito Mara realizado a las 7 PM del 07 de febrero de 1887, en la “casa Municipal”, ya que desde esa fecha hasta la actualidad y solo con algunos reordenamientos internos y la segregación insular conservamos nuestro topónimo, espacio territorial, administración pública y autonomía, elementos que durante ciento veinte años han afianzado nuestra identidad y gentilicio.

### Mención especial
El 19 de enero del año 1940, se crea por decreto de la Asamblea Legislativa del estado Zulia el municipio Luis de Vicente, "en honor del humilde i virtuoso Levita de éste nombre, nativo de Mara, que tanto se distinguió por su amor a los pobres i por sus trabajos en pro de la instrucción i de la niñez desvalida", teniendo como cabecera a Carrasquero. En el mismo decreto se indica el día 11 de febrero como fecha de instalación.
En cumplimiento del decreto, el domingo 11 de febrero del año 1940 se eligen las autoridades del nuevo municipio.

En aquel entonces, luego que el Presbítero José Méndez Rincón, Prosecretario de la Diócesis del Zulia y Capellán de la Cárcel Pública del estado, con autorización del cura párroco de la Parroquia San Rafael, José Méndez Romero oficiara el Santo Sacrificio de la misa en la longeva capilla filial de la Parroquia San Rafael, se procedió al acto de instalación de los Poderes Públicos, quedando así constituidos la Junta Comunal, Juzgado y Jefatura Civil del nuevo municipio.

### De distrito a municipio
El 21 de julio de 1989, se estableció una nueva ley de División político-territorial, por lo que el Distrito Mara experimentó su conversión a Municipio Autónomo Mara, integrado por las parroquias San Rafael de Mara (Capital), Ricaurte y Luis de Vicente, creándose la parroquia Mons. Marcos Sergio Godoy y segregándosele las Islas que conformaban sus territorios insulares (Toas, San Carlos y Bajo Seco), a partir de las cuales fue creado el Municipio Insular Padilla.

Finalmente, al establecerse otra división político-territorial el 08 de marzo de 1995, el municipio Autónomo Mara tiene un nuevo reordenamiento interno de su territorio y adquirió su actual conformación de siete parroquias: San Rafael de El Moján (Capital), Ricaurte, Luis de Vicente, Mons. Marcos Sergio Godoy, La Sierrita, Las Parcelas y Tamare.

### Dato importante
El 29 de diciembre de 1889, pocos meses antes de que el Congreso Nacional anulara el pacto de unión entre los estados Zulia y Falcón, la Legislatura del estado Falcón sancionó una nueva Ley de División Territorial de aquel grande estado por la cual se eliminaba al distrito Mara y disponía la incorporación de sus municipios San Rafael y Ricaurte a la jurisdicción del distrito Capital. Pero la disolución del estado Falcón impidió el ejecútese de dicha ley, razón por lo cual el distrito Mara siguió conservando su categoría y organización política.

## Geografía
El distrito Mara estaba conformado entre 1904 y 1989 el territorio del actual San Carlos y al este de los Montes de Oca.
El territorio es una sabana desértica, con vegetación xerófila, y sus habitado por el pueblo aborigen de los Guajiros o Wayuú.

## Parroquias
El Distrito Mara estaba compuesto por parroquias, no sufrió modificaciones en toda su existencia como distrito.

## Poblaciones
Entre los pueblos que conformaban el Distrito Páez estaban:
- San Rafael de El Moján
- Santa Cruz de Mara
- Puerto Caballo
- Nazareth

## Actividad económica
La agricultura de tala y roza del maíz fue la actividad original de los habitantes, luego se introdujo el pastoreo de cabras y mulas, el comercio entre Venezuela y Colombia se convirtió en el siglo XX en la principal actividad del distrito, Sinamaica en su laguna cuenta con un pequeño puerto de embarcaciones ligeras, para el transporte, el comercio y la pesca.
El turismo se desarrolló durante el siglo XX hacia la laguna de Sinamaica y las playas de Caimare Chico.

## Política
El distrito Mara era gobernado desde su fundación por un Prefecto y un Consejo Municipal, los cuales eran elegidos por el gobierno de turno, así durante las dictaduras eran funcionarios del gobierno o militares y durante la democracia era miembros del partido gobernante de turno o partidos aliados, así hubo prefectos de varios partidos.
El Consejo municipal estaba constituido igualmente por funcionarios representando el gobierno de turno, durante el período democrático podían ser de un partido o una alianza de partidos como los nombrados anteriormente.
Las funciones del distrito eran más limitadas que las de las alcaldías actuales e incluían:
- Catastro
- Impuestos municipales comerciales
- Emisión de timbres fiscales
- Ornato
- Registro Civil

Funciones como vialidad, servicios, vivienda quedaban bajo la potestad exclusiva del ejecutivo nacional de turno, por medio de organismos como el Ministerio de Transporte y Comunicaciones, Gas del Distrito, Cadafe (la compañía eléctrica), El Instituto Municipal del Aseo Urbano (IMAU), El Instituto Nacional de Obras Sanitarias (INOS), El Ministerio de la Salud, el Ministerio de Educación (ME), el Instituto Nacional de la Vivienda (INAVI).
El centralismo ocasionaba el retraso de las obras, la mala planificación (sin conocer realmente la zona con proyectos hechos en Caracas) y el abandono, para lo que el distrito era impotente.
Durante su existencia las vías en mal estado hacían muy difícil el transporte por tierra por lo que el acceso era principalmente por mar, los Guajiros en su inventiva adaptaron vehículos automotores rústicos como camiones y camionetas para el transporte de pasajeros a los que llamaron chirrincheras.

## Disolución
La reforma de la constitución de Venezuela de 1961 realizada en 1989 conocida como Reforma del estado, tenía como objetivo reordenar el espacio geográfico creando la figura de los municipios, democratizar y descentralizar la administración pública creando gobernadores, alcaldes y concejales electos por el pueblo. Con tal motivo se realizó un estudio donde se dividieron algunos distritos y el Distrito Mara pasó a llamarse Municipio Mara y tuvo su primer alcalde electo por votación popular.
Además las alcaldías tendrían personalidad propia y no serían solo divisiones administrativas, con el derecho a establecer sus propios símbolos, y con mayor autonomía para decretar ordenanzas.
También se buscaba la descentralización pasando los servicios a compañías privadas regionales, o locales.
Los alcaldes también tendrían un presupuesto y mayores facultades que los prefectos, con responsabilidades en seguridad, servicios, vialidad, transporte y vivienda.

## Legado
El nombre del distrito Mara se conserva en el municipio del mismo nombre.